# 東京都交通局乙100型電車
東京都交通局乙100型電車（日语：／ Tōkyōto kōtsūkyoku otsu-100-gata densha */?）為東京都交通局（东京都电车）的一款货运型有轨电车，现在已经退出使用。

## 慨要
乙100型由乙10型的部分残存车体于1941年由東京都交通局下属的芝浦工场改造，共8辆，并在同年投入使用。其中在第二次世界大战期间因战乱损失4辆，残余的4辆在第二次世界大战结束后改为用于花电车用途，最终所有车辆在1953年停用。